# Ветлин-Осада
Ветлин-Осада (пол. Wietlin-Osada) — село у Польщі, розташоване у Ярославському повіті Підкарпатського воєводства, сільська ґміна Ляшки.
Кількість мешканців — 129 осіб.
З 1975 по 1998 село знаходилося у Перемишльському воєводстві.